# 1149

## Události
- v rámci reconquisty dobytí Léridy a Fragy

## Narození
- ? – Al-Ádid (1149–1171), čtrnáctý a poslední fátimovský chalíf († 1171)
- ? – Albert Jeruzalémský, jeruzalémský patriarcha, katolický světec († 14. září 1214)
- ? – Štěpán de Castellione Dumbarum, francouzský světec († 1208)

## Úmrtí
- 29. června – Raimond z Poitiers, francouzský šlechtic a kníže z Antiochie (* kolem 1108)
- 15. ledna – Berenguela Barcelonská, kastilská a leonská královna (* 1116)

## Hlavy států
- České knížectví – Vladislav II.
- Svatá říše římská – Konrád III.
- Papež – Evžen III.
- Anglické království – Štěpán III. z Blois
- Francouzské království – Ludvík VII.
- Polské knížectví – Boleslav IV. Kadeřavý
- Uherské království – Gejza II.
- Kastilské království – Alfonso VII. Císař
- Rakouské markrabství – Jindřich II. Jasomirgott
- Byzantská říše – Manuel I. Komnenos